# Race Across America

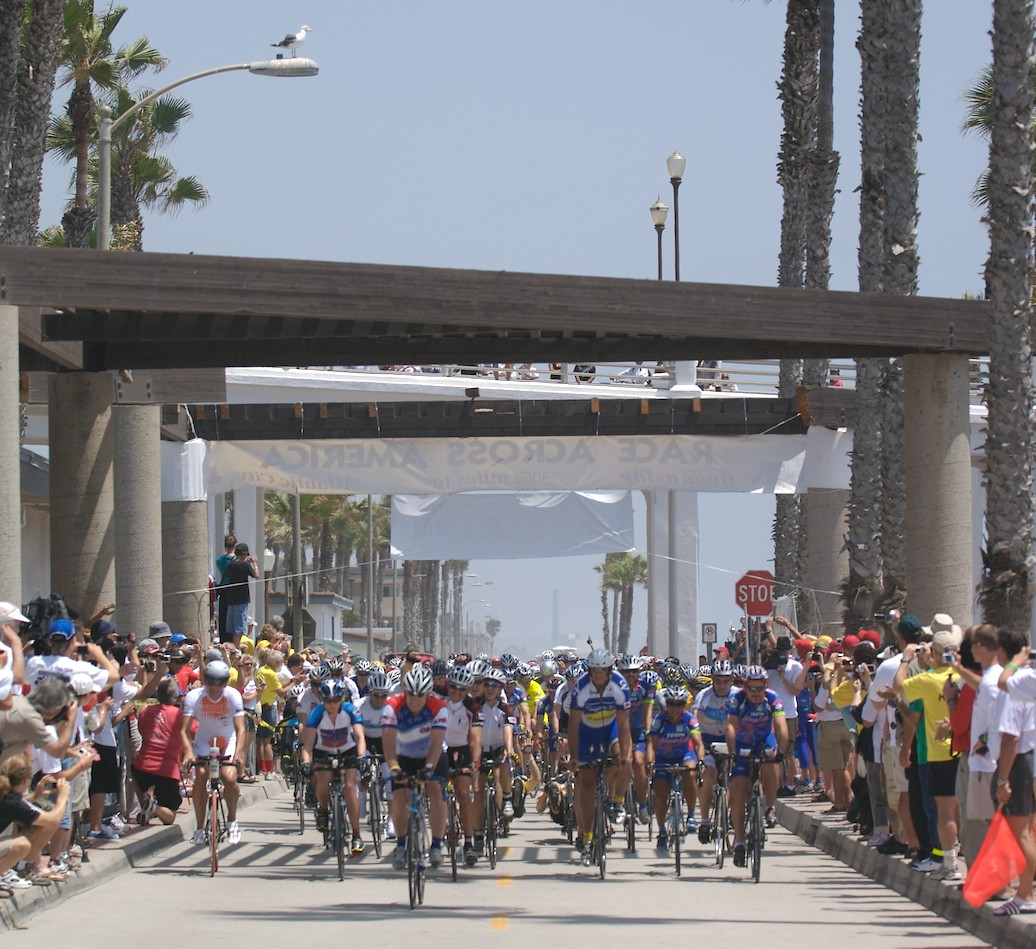
Start des Race Across America 2007 in Oceanside (Kalifornien)

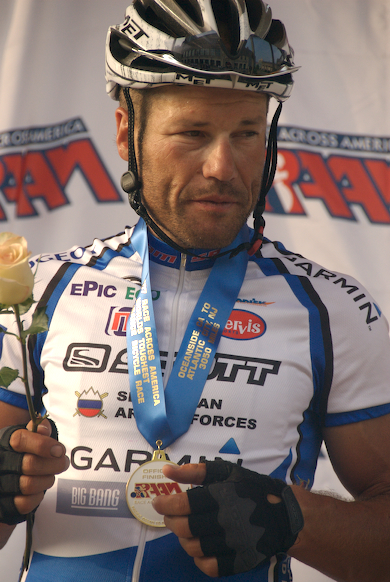
Der Slowene und fünffache Sieger Jure Robič beim RAAM 2007

Das Race Across America (RAAM) ist ein Radmarathon in Form eines jährlich ausgetragenen ultralangen Radrennens, das von der Westküste der Vereinigten Staaten zur Ostküste verläuft. Ziel ist es, auf einer jährlich mitunter variierenden Route die Strecke von etwa 4800 bis 5000 km bei einer Gesamthöhendifferenz von rund 52.000 Metern innerhalb eines festen Zeitlimits zurückzulegen.
Das RAAM wurde erstmals 1982, damals noch unter dem Namen Great American Bike Race, mit vier Teilnehmern ausgetragen. Im Laufe der Jahre wurde das RAAM um eine Damen- sowie verschiedene Team- und Alterswertungen (Senioren) erweitert.

## Qualifikation
Für die Teilnahme am RAAM gibt es Qualifikationsrennen, u. a.:
- Race Around Austria (RAA), 2.200 km & 30.000 Höhenmeter
- Schweizer Radmarathon, mehrere Kategorien von 110 bis 900 km
- Tortour, 1.000 km & 13.000 Hm
- Race Across Germany, 1.100 km & 7.500 Hm (Strecke Flensburg – Garmisch–Partenkirchen) sowie 800 km & 7.800 Hm (Strecke Aachen – Görlitz)[2]
- Race Across Italy (RAI), 775 km & 10.000 Hm[3]
- Race Around Niederösterreich (RAN), 600 km & 6.000 Hm

## Rennmodus
Es gibt auf der Strecke etwa 57 Kontrollstellen (Time Stations [TS], manche davon sind Checkpoints), die zu durchfahren sind. Um das Rennen erfolgreich zu beenden, muss ein Zeitlimit eingehalten werden: Für Teams beträgt dieses Limit 216 Stunden (9 Tage), für männliche Einzelfahrer im Allgemeinen 288 Stunden (12 Tage), für die Einzelwertungen Männer 60+ und Frauen jedoch 309 Stunden (12 Tage 21 Stunden) (Stand 2019, Rules 2018). Die Rennzeit läuft nach EDT – Eastern Daylight Saving Time Zone und Non-Stop.
Außerdem müssen vier Kontrollstellen auf der Strecke innerhalb einer bestimmten Zeit ab Beginn des Rennens erreicht werden.
- Jeder Fahrer wird von einem Fahrzeug mit Schlafmöglichkeit und einem Betreuerteam begleitet.
- Neun Klassen (Divisions) decken Solo-Mann, Solo-Frau und Teams (M, F oder Mixed) bis zu acht Personen ab.
- Sechs Kategorien (Categories) gibt es für unterschiedliche Radtypen: Rennrad, Tandem, Liegerad, HPV (verkleidetes Liegerad), Handbike; eine Kategorie ist offen.[5]

Das bedeutet eine Durchschnittsgeschwindigkeit von etwa 17 km/h, inklusive aller Pausen, Schlaf und verkehrsbedingten Stopps. Jeder Teilnehmer kann selbst wählen, wann und wo er Schlafpausen einlegen möchte. Er muss dadurch abwägen zwischen dem Wert zusätzlicher Fahrzeit und der Möglichkeit zur Regeneration. Die meisten Teilnehmer schlafen täglich durchschnittlich etwa zwei Stunden.

## Herausragende Teilnehmer
Der erfolgreichste Teilnehmer im Einzelrennen der Herren ist der Österreicher Christoph Strasser, der das RAAM sechsmal und als Einziger drei Mal in Folge (2017, 2018, 2019) gewinnen konnte. Fünf Siege schaffte der Slowene Jure Robič. Zur Legende geworden ist Rob Kish, der beim RAAM bis zum Jahr 2005 bei 20 Teilnahmen 19-mal das Ziel erreichte und dabei insgesamt drei Siege feiern konnte. Ebenfalls drei Siege erreichte der Österreicher Wolfgang Fasching. Im Jahr 2006 siegte der Schweizer Dani Wyss als erster Rookie. 2012 schaffte dieses Kunststück wiederum ein Schweizer, diesmal Reto Schoch, ebenso wie 2015 der Österreicher Severin Zotter und 2016 der Deutsche Pierre Bischoff. Christoph Strasser gewann 2013 das Rennen als erster Soloathlet in unter acht Tagen (Siegerzeit 7 Tage 22 Stunden 11 Minuten) und unterbot diesen Rekord im nächsten Jahr mit 7 Tagen 15 Stunden und 56 Minuten erneut.
Die US-Amerikanerin Seana Hogan konnte die Wertung der Frauen zwischen 1992 und 1998 sechsmal für sich entscheiden und schaffte dabei vier Siege in Folge.
Auf eine besondere Taktik griff Michael Nehls 2008 zurück: Statt den Schlaf auf ein Minimum zu beschränken, fuhr er jeden Tag etwa 15 Stunden rund 400 km und hatte so abzüglich Essenspausen jede Nacht rund sechs Stunden Schlaf. Er kam damit als Siebter ins Ziel.
Das österreichische Team Crataegutt Senioren, bestehend aus vier Senioren mit einem Durchschnittsalter von über 70 Jahren beendete das Rennen 2014 mit einer Durchschnittsgeschwindigkeit von fast 30 km/h in 7 Tagen und 4 Stunden. Das Team bestand aus den Niederösterreichern Herbert Lackner, Anton Gierer, Lothar Färber und Josef Schalk.
Viele Teilnehmer verbinden das RAAM mit einem Spendenprojekt. Das rotarische Team Rotary Raams Polio hat mit seinen Teilnahmen 2016, 2017, 2018, 2019 und 2022 über 4,2 Millionen Dollar an Spenden zur Ausrottung der Kinderlähmung gesammelt, zwei Mal die 4er-Mixed Team Wertung (50-59) gewonnen und hält mit 31,2 km/h den Streckenrekord in dieser Kategorie. 2022 beendete Kurt Matzler als Solo-Fahrer das Rennen mit einer Zeit von 11 Tagen, 6 Stunden und 45 Minuten und „erradelt[e] […] 1,2 Millionen Dollar an Spenden“. Das Team Rotary Raams Polio gewann zwei Mal den Lon Haldeman Award für die höchste Spendensumme, die mit der Teilnahme beim Race Across America gesammelt wurde.
Betrachtet man die Herkunftsnationen der Sieger, dominierten in den 80er- und 90er-Jahren klar die USA. Seit dem Jahr 2000 haben fast nur noch Europäer gewonnen, die alle aus dem Gebiet der Alpenanrainerstaaten kommen. Von 1982 bis 2019 gingen in 38 Wettbewerben 15 Siege im Männer-Einzel in die USA, die nächststärkste Nation ist Österreich mit zwölf Siegen, sechs davon durch Christoph Strasser. Fünf Siege erreichte Slowenien, drei Siege gingen in die Schweiz, zwei nach Neuseeland, je einer nach Deutschland und Liechtenstein. Im Frauen-Einzel kam von 1982 bis 2017 in 36 Wettbewerben 27-mal zumindest eine Teilnehmerin ins Ziel. 18-mal siegten Frauen aus den USA, sechs Siege gingen dabei an Seana Hogan. Drei Siege gingen (ab 2012) an drei Schweizerinnen. Mit Alexandra Meixner kommt 2017 erstmals eine Österreicherin (als Zweite) ins Ziel.

## Todesfälle und Unfälle
Bisher gab es während der Rennen zwei Todesfälle. 2003 wurde der Team-Teilnehmer Brett Malin bei einem Zusammenstoß mit einem LKW getötet. Der Unfall ereignete sich bei Pie Town (Catron County) im Bundesstaat New Mexico. 2005 starb der RAAM-Pionier und Solo-Teilnehmer Bob Breedlove bei einer Kollision mit einem entgegenkommenden Fahrzeug nahe Trinidad (Colorado). Der Unfallhergang ist bis heute ungeklärt, da Breedlove alleine unterwegs war, sein Begleitfahrzeug fuhr einige Kilometer hinter ihm.
Am 18. Juni 2018 kollidierte der an dritter Position liegende Österreicher Thomas Mauerhofer in Illinois beim Linksabbiegen mit einem bei Rot entgegenkommenden Auto; seine erste Teilnahme endete mit gebrochenem 6. Halswirbel.

## Sieger Einzel
| Jahr | Männer                                        | Frauen                                        |
| ---- | --------------------------------------------- | --------------------------------------------- |
| 1982 | Lon Haldeman                                  | – keine am Start                              |
| 1983 | Lon Haldeman -2-                              | – keine im Ziel (eine angetreten)             |
| 1984 | Pete Penseyres                                | Shelby Hayden-Clifton                         |
| 1985 | Jonathan Boyer                                | Susan Notorangelo-Haldeman                    |
| 1986 | Pete Penseyres -2-                            | Elaine Mariolle                               |
| 1987 | Michael Secrest                               | Casey Patterson                               |
| 1988 | Franz Spilauer                                | Cindi Staiger                                 |
| 1989 | Paul Solon                                    | Susan Notorangelo-Haldeman -2-                |
| 1990 | Bob Fourney                                   | Nancy Raposo                                  |
| 1991 | Bob Fourney -2-                               | Cathy Ellis                                   |
| 1992 | Rob Kish                                      | Seana Hogan                                   |
| 1993 | Gerry Tatrai                                  | Seana Hogan -2-                               |
| 1994 | Rob Kish -2-                                  | Seana Hogan -3-                               |
| 1995 | Rob Kish -3-                                  | Seana Hogan -4-                               |
| 1996 | Danny Chew                                    | – keine im Ziel                               |
| 1997 | Wolfgang Fasching                             | Seana Hogan -5-                               |
| 1998 | Gerry Tatrai -2-                              | Seana Hogan -6-                               |
| 1999 | Danny Chew -2-                                | – keine am Start                              |
| 2000 | Wolfgang Fasching -2-                         | Cassie Lowe                                   |
| 2001 | Andrea Clavadetscher                          | Cassie Lowe -2-                               |
| 2002 | Wolfgang Fasching -3-                         | – keine im Ziel                               |
| 2003 | Allen Larsen                                  | – keine im Ziel                               |
| 2004 | Jure Robič                                    | – keine am Start                              |
| 2005 | Jure Robič -2-                                | Cat Berge                                     |
| 2006 | Daniel Wyss                                   | Shanna Armstrong                              |
| 2007 | Jure Robič -3-                                | – keine im Ziel                               |
| 2008 | Jure Robič -4-                                | – keine im Ziel                               |
| 2009 | Daniel Wyss -2-                               | Daniela Figueiredo Genovesi                   |
| 2010 | Jure Robič -5-                                | Barbara Buatois                               |
| 2011 | Christoph Strasser                            | Leah Goldstein                                |
| 2012 | Reto Schoch                                   | Trix Zgraggen                                 |
| 2013 | Christoph Strasser -2-                        | Cassie Schumacher                             |
| 2014 | Christoph Strasser -3-                        | Janice Sheufelt                               |
| 2015 | Severin Zotter                                | Isabelle Pulver                               |
| 2016 | Pierre Bischoff                               | Nicole Reist                                  |
| 2017 | Christoph Strasser -4-                        | Sarah Cooper                                  |
| 2018 | Christoph Strasser -5-                        | Nicole Reist -2-                              |
| 2019 | Christoph Strasser -6-                        | Daniela Figueiredo Genovesi -2-               |
| 2020 | Keine Austragung wegen der COVID-19-Pandemie. | Keine Austragung wegen der COVID-19-Pandemie. |
| 2021 | Erik Newsholme                                | Leah Goldstein -2- (Overall-Sieg)             |
| 2022 | Allan Jefferson                               | Nicole Reist -3-                              |
| 2023 | Marek Rupinski                                | Isabelle Pulver -2- (Overall-Sieg)            |
| 2024 | Jimmy Ronn                                    | – keine im Ziel                               |
| 2025 | Philipp Kaider                                | Aneta Lamik (einzige im Ziel)                 |
| Jahr | Männer                                        | Frauen                                        |

2021 kam es zwar zur Austragung, jedoch mit einem deutlich kleineren Starterfeld als üblich, da viele potenzielle Teilnehmer wegen der pandemiebedingten Einreisebestimmungen nicht in die USA einreisen durften (wie etwa der Seriensieger Christoph Strasser).

## Rekorde

### Schnellste Zeiten je Klasse
| Kategorie          | Teilnehmer/Team                                                                     | Jahr | Distanz   | Zeit                   | Durchschnitts- geschwindigkeit |
| ------------------ | ----------------------------------------------------------------------------------- | ---- | --------- | ---------------------- | ------------------------------ |
| Männer Einzel      | Christoph Strasser                                                                  | 2014 | 4860,2 km | 7 Tage 15 Std. 56 Min. | 26,42 km/h                     |
| Frauen Einzel      | Seana Hogan                                                                         | 1995 | 4686 km   | 9 Tage 04 Std. 02 Min. | 21,30 km/h                     |
| Tandem             | Bob Breedlove/Lon Haldeman                                                          | 1992 | 4685 km   | 8 Tage 08 Std. 08 Min. | 23,41 km/h                     |
| 2er-Team           | Heinemann XP Team (Anders Asberg & Axel Fehlau)                                     | 2014 | 4860,2 km | 6 Tage 09 Std. 41 Min. | 31,62 km/h                     |
| 4er-Team           | Team Action Sports                                                                  | 2004 | 4761 km   | 5 Tage 08 Std. 17 Min. | 37,11 km/h                     |
| 4er-Team (HPV)     | Team Lightning/Tim Brummer                                                          | 1989 | 4685 km   | 5 Tage 01 Std. 08 Min. | 38,67 km/h                     |
| 4er Damen unter 50 | Quattra Bavariae (Monika Dietl, Nicole Bretting, Steffi Steinberg, Christine Waitz) | 2017 | 4960 km   | 6 Tage 15 Std. 19 Min. | 31,01 km/h                     |

### Rekordsieger Herren Einzel
| Anzahl Siege | Letzter Sieg | Teilnehmer         |
| ------------ | ------------ | ------------------ |
| 6            | 2019         | Christoph Strasser |
| 5            | 2010         | Jure Robič         |
| 3            | 1995         | Rob Kish           |
| 3            | 2002         | Wolfgang Fasching  |
| 2            | 1983         | Lon Haldeman       |
| 2            | 1986         | Pete Penseyres     |
| 2            | 1991         | Bob Fourney        |
| 2            | 1998         | Gerry Tatrai       |
| 2            | 1999         | Danny Chew         |

### Rekordsieger Frauen Einzel
| Anzahl Siege | Letzter Sieg | Teilnehmer                 |
| ------------ | ------------ | -------------------------- |
| 6            | 1998         | Seana Hogan                |
| 3            | 2022         | Nicole Reist               |
| 2            | 1989         | Susan Notorangelo-Haldeman |
| 2            | 2001         | Cassie Lowe                |
| 2            | 2019         | Daniela Figueiredo         |
| 2            | 2021         | Lea Goldstein              |
| 2            | 2023         | Isabelle Pulver            |

### Weitere Rennen
- Seit 2014 findet etwa zeitgleich mit RAAM das Trans Am Bike Race (TABR) statt, ein Rennen Westküste-Ostküste USA (2016 auch in der Gegenrichtung), bei dem die Teilnehmer ununterstützt und unbegleitet fahren, sich also in der Regel etwa ein Zimmer zum Übernachten nehmen. Bei diesem Rennen sind auch Liegeräder und Velomobile erlaubt.

Weitere „Race Across …“-Radrennen:
- Race across the Alps (RATA), 500 km & 13.000 Hm
- Transalp, 600 km & 18.000–19.000 Hm, Etappenrennen
- Austria Race across Burgenland
- Ultracyclingdolomitica – Race across the Dolomites
- Race Across Australia (RAAUS)
- Race Across Mühlviertel
- Race Across Austria
- Race Around Poland